# Eva Scott Fényes

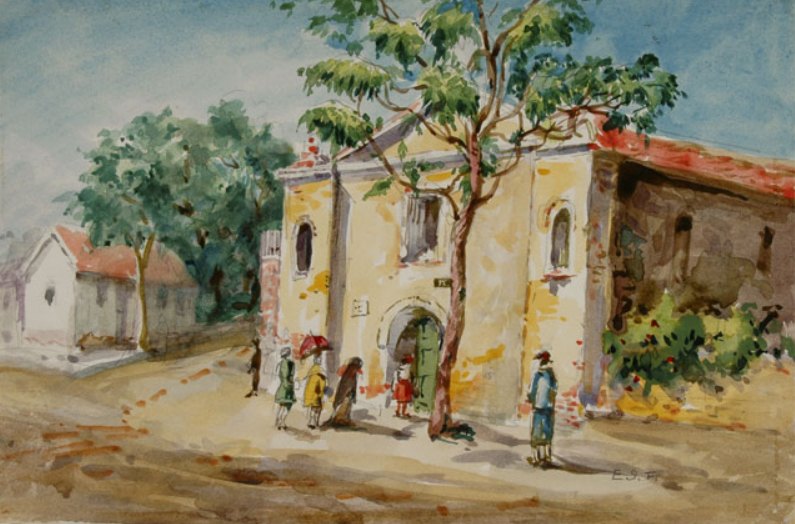
La Misión de San Gabriel Arcángel, circa 1900

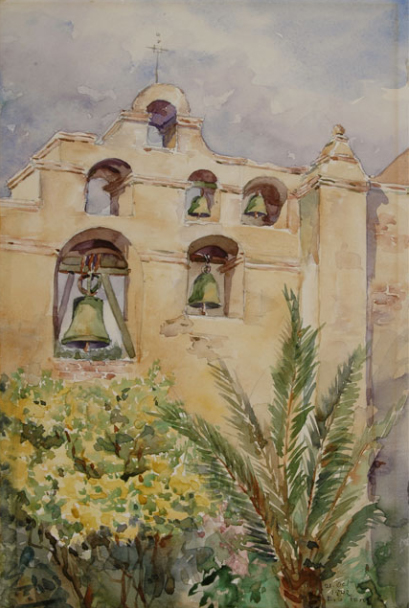
El campanario y las campanas de la misión San Gabriel Arcangel, 1902

Eva Scott Fényes (Nueva York, 1849-1930) fue una pintora estadounidense conocida por sus acuarelas de paisajes del oeste estadounidense. También era conocida por sus actividades filantrópicas.

## Biografía
Fényes nació en 1849 en Nueva York. Estuvo casada dos veces. En 1878, se casó con William Muse, con quien tuvo un hijo. Ese matrimonio terminó en divorcio. Su segundo matrimonio fue con Adalbert Fényes en 1896.
Entre matrimonios, se mudó a Nuevo México y luego viajó por Europa, Egipto y Oriente Medio. Aunque nunca fue artista profesional, Fényes fue una acuarelista consumada. Con la insistencia del periodista e historiador Charles Fletcher Lummis, pintó más de 300 paisajes que a menudo reflejaban características de la arquitectura del suroeste, como misiones y estructuras de adobe.
Poco después de su segundo matrimonio, Fényes y su esposo se establecieron en Pasadena, California. Encargó a Robert D. Farquhar que diseñara una casa, conocida como Fenyes Mansion, y ahora es la sede del Museo de Historia de Pasadena. Fényes fue miembro del Club de Monumentos de California, la Asociación de Música y Arte de Pasadena y la Sociedad del Suroeste. También sirvió en la junta de fideicomisarios del Southwest Museum.
Fényes murió en 1930. Sus acuarelas y cuadernos de bocetos están en las colecciones del Autry Museum of the American West en Los Angeles, del Pasadena Museum of History y Acequia Madre House en Santa Fe.